# Vețca, Mureș
Vețca (în maghiară Székelyvécke, în germană Vitzka) este satul de reședință al comunei cu același nume din județul Mureș, Transilvania, România.

## Istoric
Satul Vețca este atestat documentar în anul 1319.

## Localizare
Localitate situată pe pârâul Vețca sau Jacodu, afluent al râului Târnava Mică.

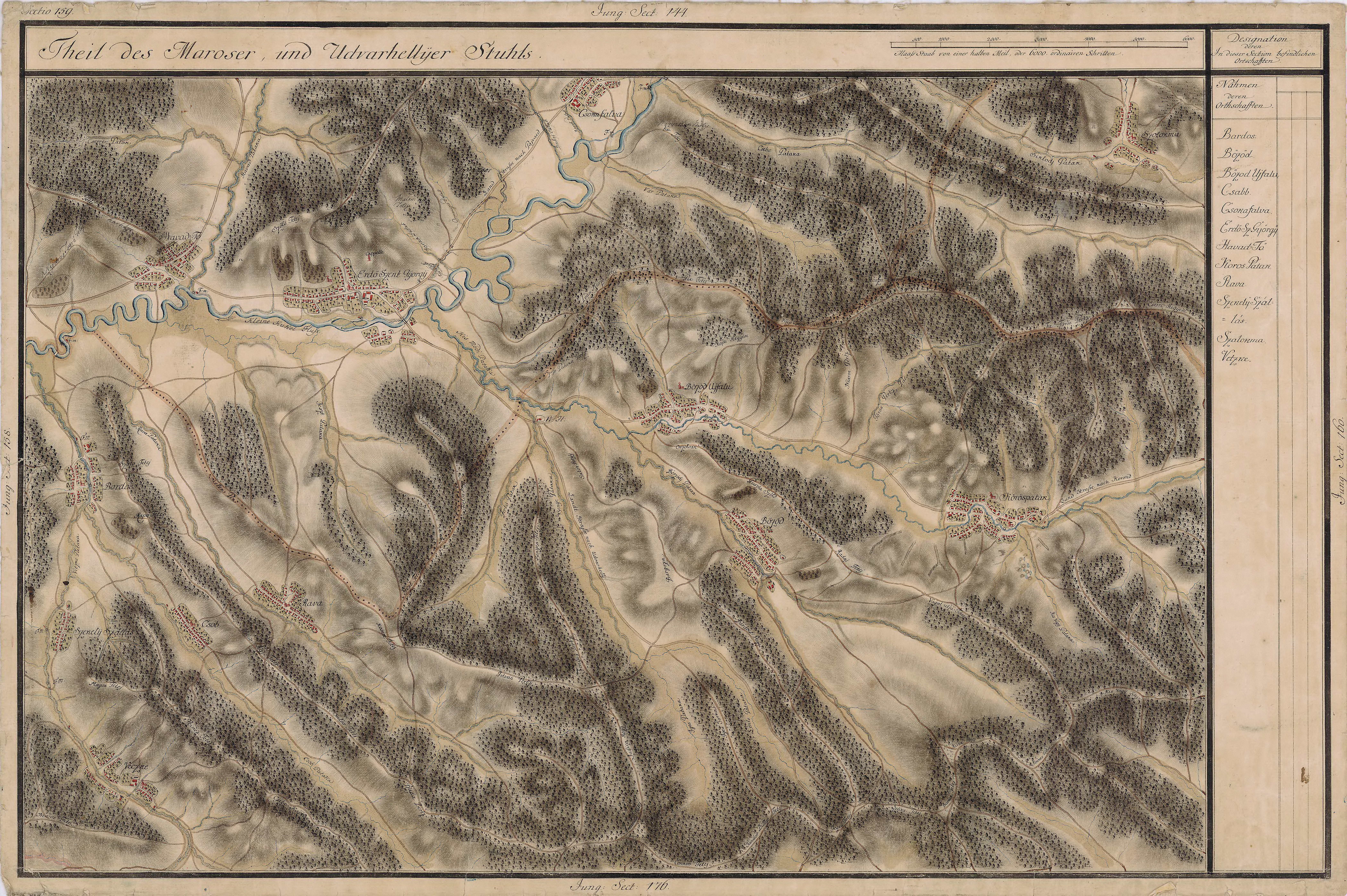
Vețca pe Harta Iosefină a Transilvaniei, 1769-73

## Monumente
- Biserica romano-catolică din Vețca

## Personalități
- Ákos Birtalan (n. 1962), politician

## Imagini

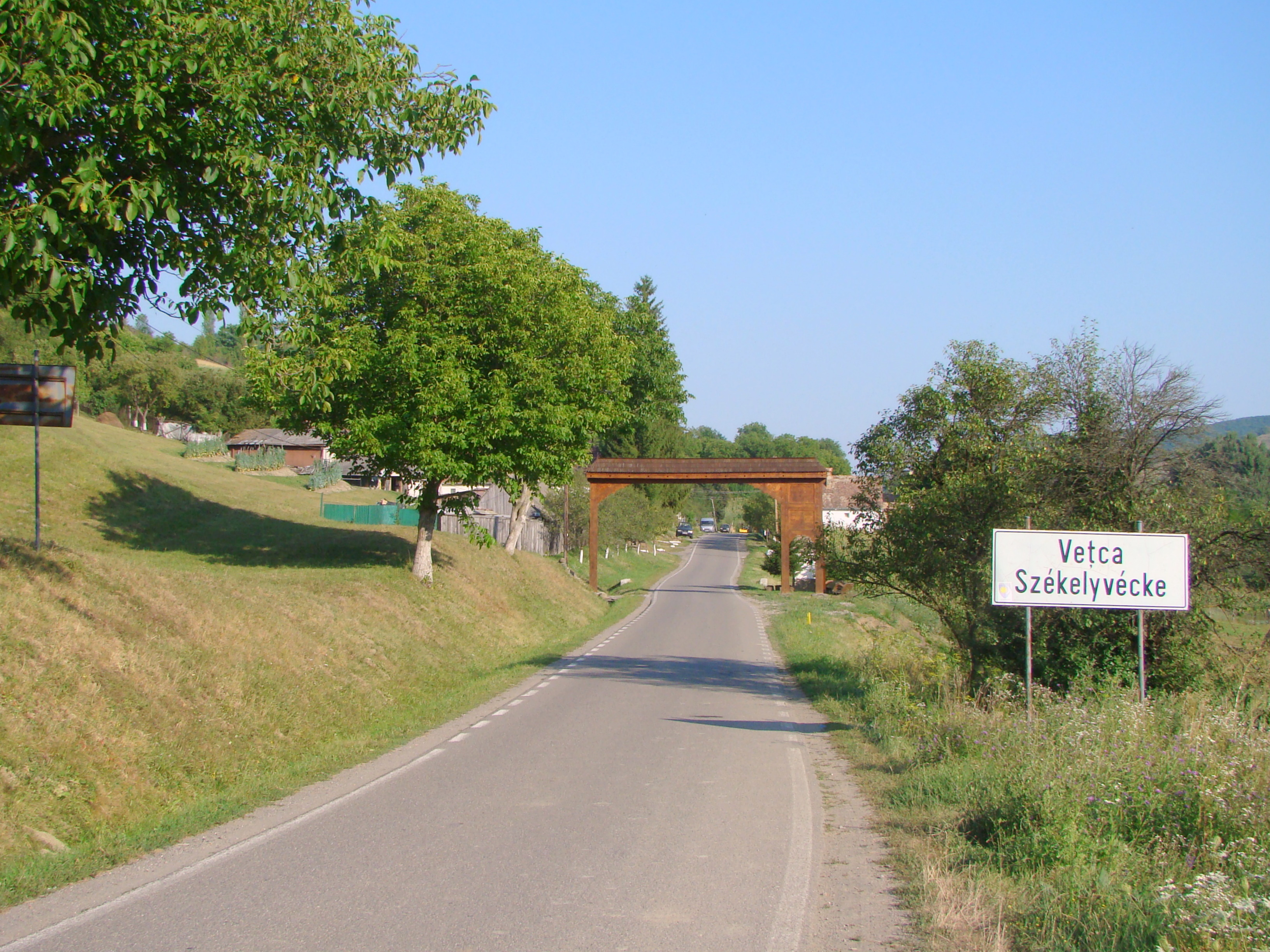
Intrarea în localitate
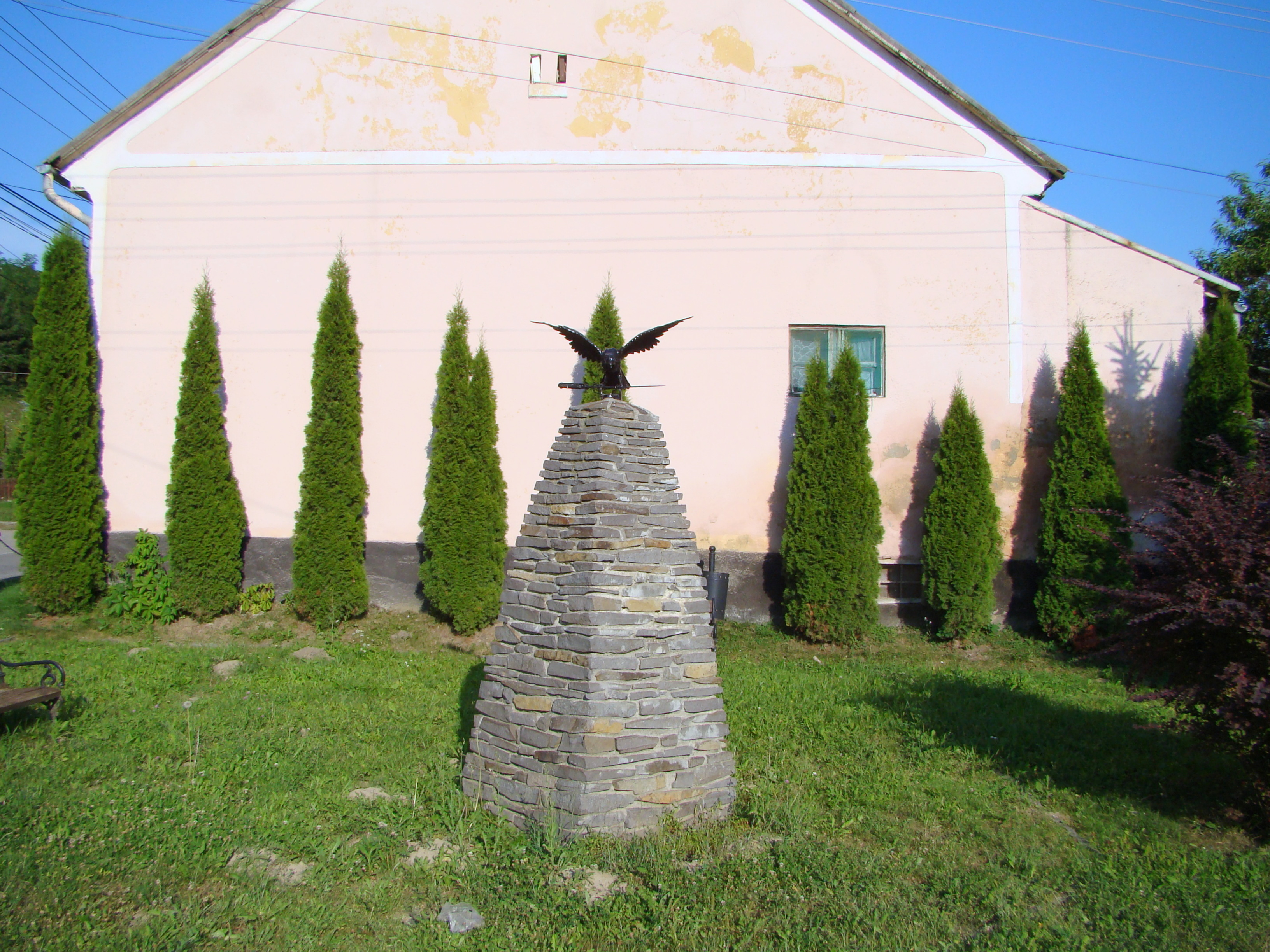
Monumentul eroilor
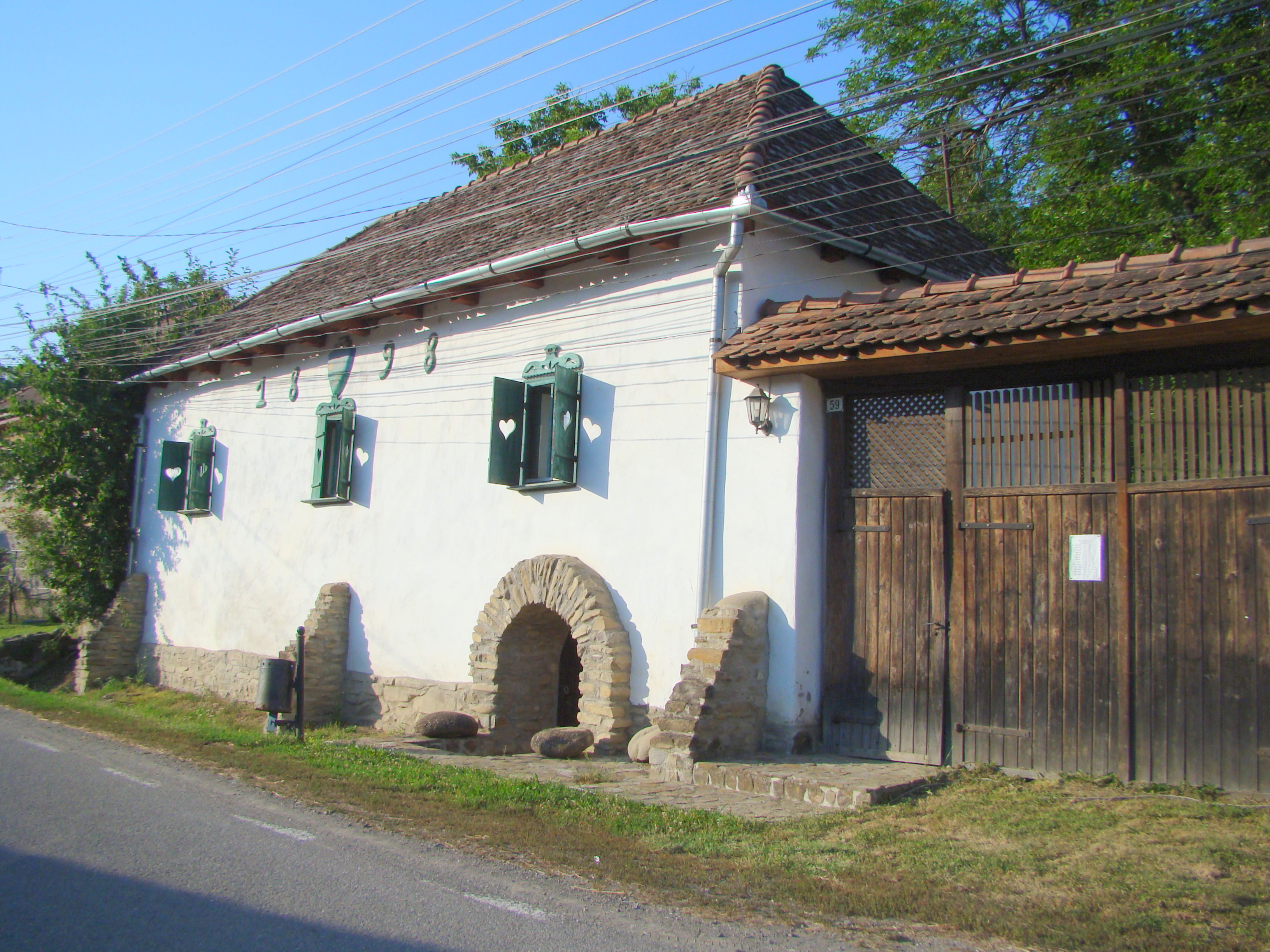
Casă tradiţională
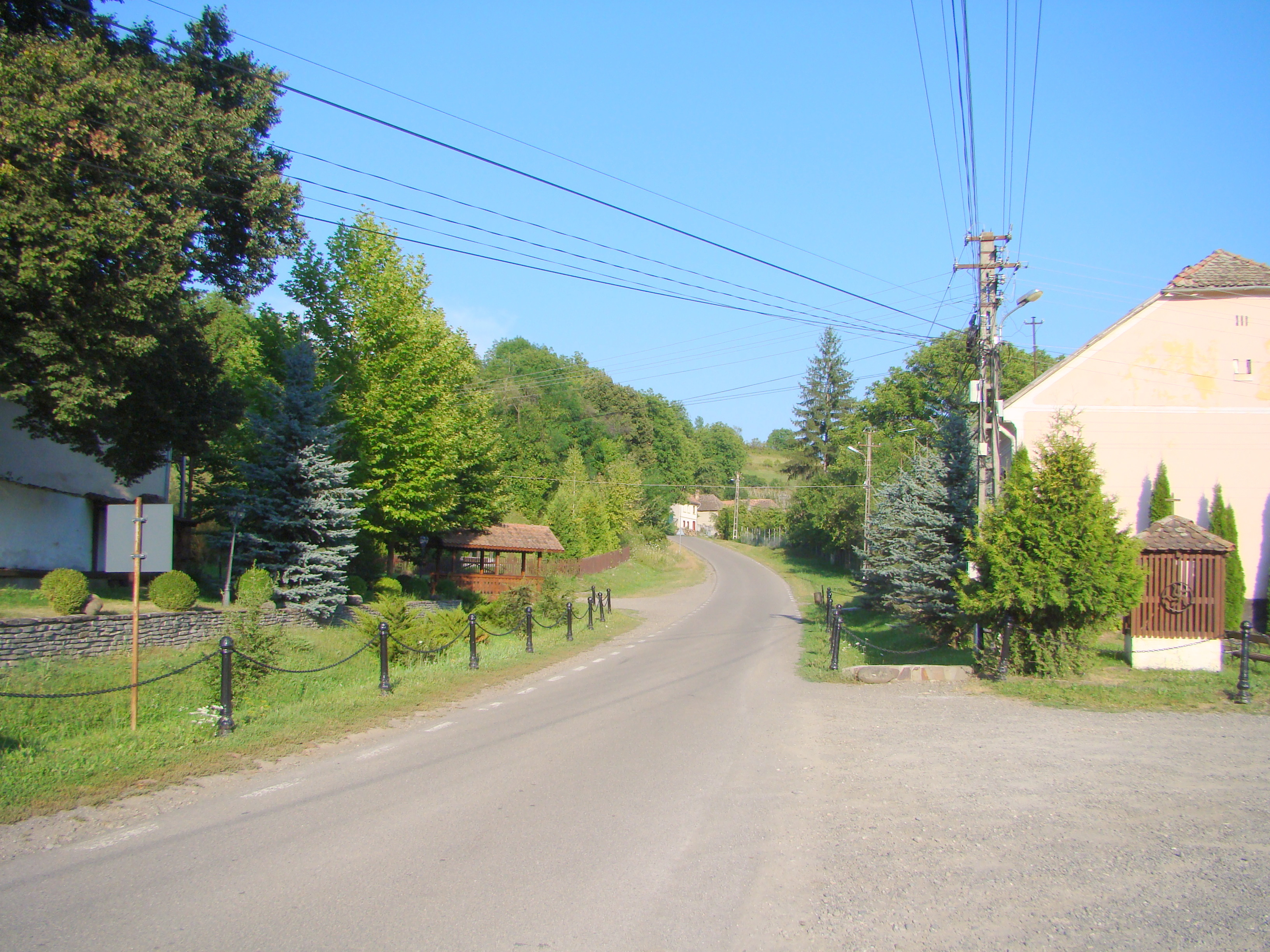
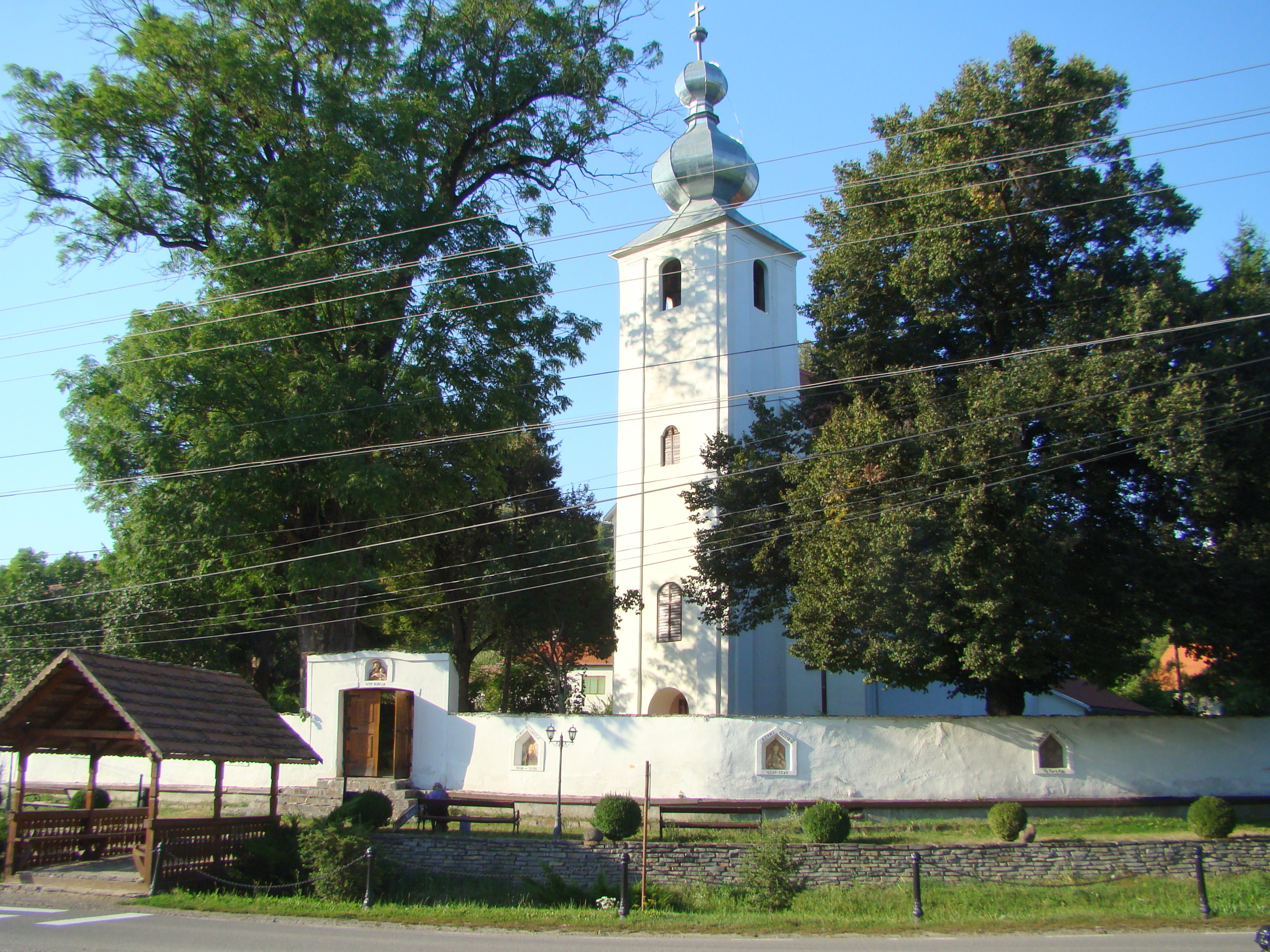
Biserica romano-catolică (monument istoric)
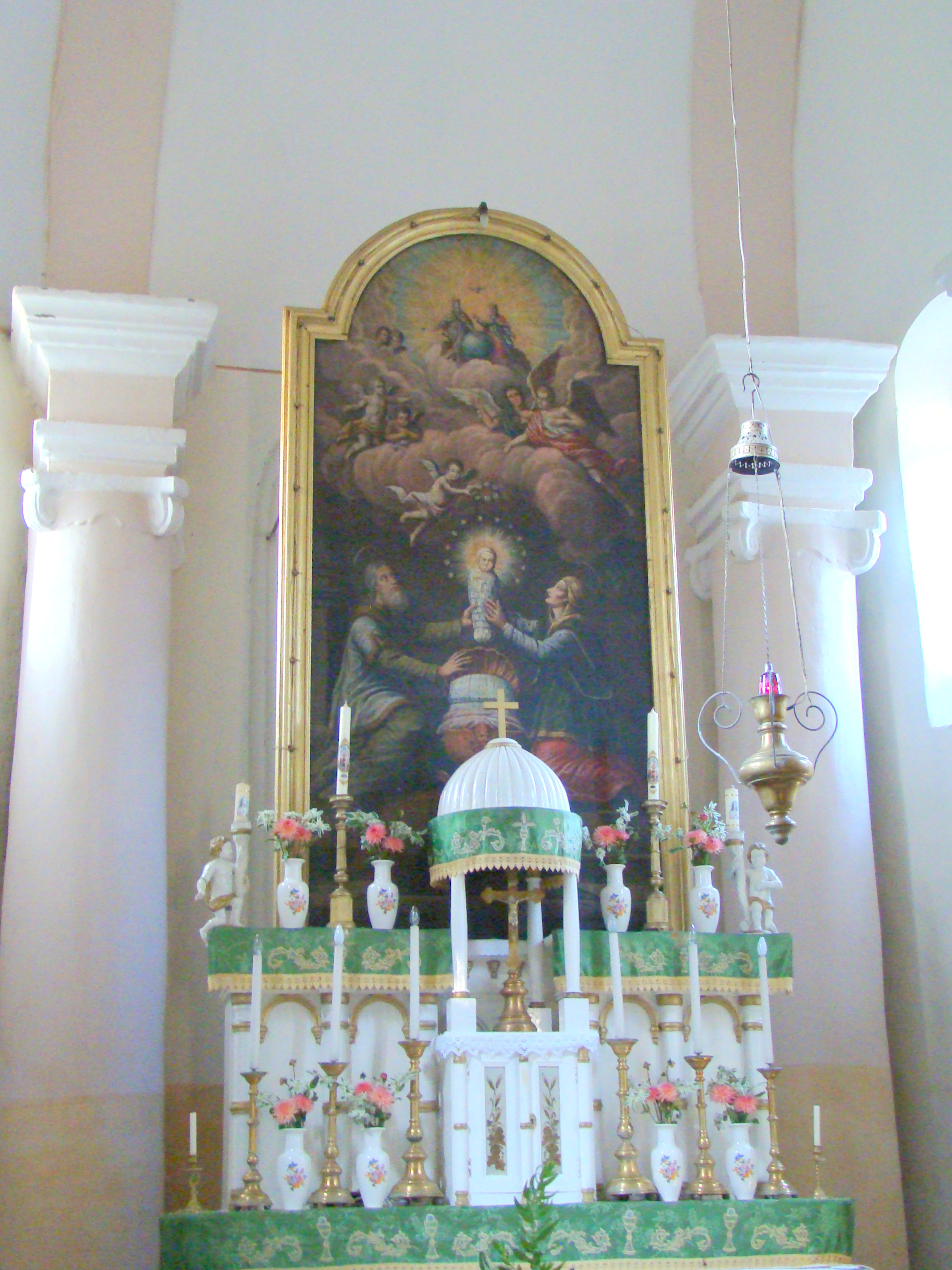
Altarul bisericii romano-catolice